# Республіканська премія імені Тараса Шевченка — лауреати 1966 року
Республіканська премія імені Тараса Шевченка за 1966 рік присуджувалась на засіданні Урядового республіканського комітету по преміях імені Т. Г. Шевченка.

## Список лауреатів
| Лауреат          | Галузь                 | Обґрунтування                                                |
| ---------------- | ---------------------- | ------------------------------------------------------------ |
| Петро Панч       | Література             | за поему «Політ крізь бурю».                                 |
| Марія Примаченко | Образотворче мистецтво | за цикл художніх робіт «Людям на радість».                   |
| Лев Ревуцький    | Музичне мистецтво      | за концерт для фортепіано в супроводі симфонічного оркестру. |